# عبد اللطيف روملي
عبد اللطيف روملي (بالإنجليزية: Abdul Latif Romly)، (مواليد 31 مارس 1997، برليس) هُو رياضي ألعاب قوى بارالمبي ماليزي مُتخصص في مُسابقة القفز الطولي. حقق عبد اللطيف الميدالية الذهبية في مُنافسات القفز الطولي الخاصة بفئة تي 20 ضمن دورة الألعاب البارالمبية الصيفية 2016 في ريو دي جانيرو، كما حقق أيضا نفس الميدالية ضمن نفس المُسابقة في دورة الألعاب البارالمبية الصيفية 2020 في طوكيو.

## وصلات خارجية
- عبد اللطيف روملي على موقع الاتحاد الدولي لألعاب القوى (الإنجليزية)
- عبد اللطيف روملي على موقع Paralympic.org (الإنجليزية)
- عبد اللطيف روملي على موقع IPC.InfostradaSports.com (مؤرشف) (الإنجليزية)